# 索菲娅·古拜杜林娜
索菲娅·阿斯加托夫娜·古拜杜林娜（羅馬化：Sofia Asgatovna Gubaidulina，羅馬化：Sofia Äsğät qızı Ğöbäydullina，1931年10月24日—2025年3月13日），又譯古拜杜利娜、古拜杜林納、古拜杜琳納，是一名苏联及俄罗斯作曲家。

## 生平
古拜杜麗娜生于苏俄鞑靼自治共和国的奇斯托波尔市，父为伏爾加鞑靼人，母为斯拉夫人。年少时在喀山学习音乐，后曾从舍巴林学习，并得到大作曲家肖斯塔科维奇的鼓励。一直对各种现代派音乐创作技巧有着浓厚兴趣，有不少人把她与阿尔弗雷德·施尼特凯、爱迪生·杰尼索夫并称为苏联先锋派音乐三巨头。后来致力于对苏联以及其他地区的民族乐器的研究。创作过很多需要使用民族乐器的作品。她于1992年起定居于德国。
古拜杜麗娜的国际知名度很大程度上得益于小提琴家基东·克雷默等人的推广，现在她已经被认为是当代古典音乐最重要的作曲家之一。她的一首小提琴协奏曲是提献给由小提琴家安娜-苏菲·穆特首演并录音。
2025年3月13日，於德國阿彭自宅過世，享年93歲。

## 參看
- 古典音乐作曲家列表